# مجدد قادة
مجدد قادة (من مواليد 1954)، هو شاعر ومؤلف وكاتب جزائري.

## حياته
من مواليد 1954 ولاية مستغانم الجزائر. التحق بمهنة التعليم سنة 1975 ثم سنة 1983 تخرج على رأس الدفعة الأولى لأساتذة التربية الموسيقية ومن نفس السنة حتى تقاعد سنة 2004. تقلّد عدّة مناصب بمديرية التربية لولاية مستغانم.

## أعماله

### قصائد
للشّاعر مجدد قادة عشرات المؤلفات تضمّنها كتاب نشر ووزّع مطلع سنة 2013 من لدن دار الغرب للنّشر والتّوزيع بعنوان «ديوان كلمات الشاعر مجدد قادة».
تعتبر سنة 2013 بالنسبة للشاعر مجدد قادة سنة استلهام بحيث كتب على غرار ديوانه الشعري سيناريوهين لفيلمين قصيرين الأول تحت عنوان «النزيل» الذي أشرف على تصوير مشاهده المخرج الشاب عبد العزيز آيت عبد القادر والثاني تحت عنوان «مهما طال الليل».
- مادام عندك ربي أداء شايب الذراع عبد الله
- حميميش البهلوان أداء هجام شريف
- الوالدين
- الحايك
- ابن الشهيد

### أغاني
كتب للعديد من الفنّانين الجزائريّين أمثال عبد القادر الخالدي - أحمد بنّاصر - الفكاهي الحرّاق بن سماعين - مغنّي الأغنية المغربية تازي - مطرب الأغنية العصرية شعبان بن ذهيبة وغيرهم. إضافة إلى ذلك لم يبخل بابتكاراته في المجال السينمائي والمسرحي حيث شارك في فلم انقطاع للمخرج محمد شويخ كما قام مع نفس المخرج بترجمة سيناريو فلم الأندلسي وهذا من اللغة الفرنسية إلى اللغة العربية الفصحى هذا الفلم الذي شرع في تصويره نهاية شهر فبراير 2011 كما ساهم أيضا في عدّة إنجازات مسرحية - هذا ناهيك عن مشاركاته القيّمة في بعض الحصص الإذاعية التي كان يقدّمها كلّ من الصايم الحاج ويسعد عبد القادر على أمواج الإذاعة الجهوية بوهران. وفي سنة 1985 كان مقرّر لجنة التّحكيم للمهرجان الوطني لأغنية الرّاي رفقة الأستاذ بن يلّس - الصّايم الحاج - جمعي عبد القادر - ملياني الحاج - نونة مكّي - عبدلاوي الشيّخ وغيرهم.

### السينما والمسرح
إضافة إلى ذلك ألف في المجال السينمائي والمسرحي حيث شارك في فلم انقطاع للمخرج محمد شويخ كما قام مع نفس المخرج بترجمة سيناريو فلم الأندلسي وهذا من اللغة الفرنسية إلى اللغة العربية الفصحى هذا الفلم الذي شرع في تصويره نهاية شهر شباط/فبراير 2011 كما ساهم أيضا في عدّة إنجازات مسرحية وظّف فيها كلمات شعرية موزونة. هذا ناهيك عن مشاركاته القيّمة في بعض الحصص الإذاعية التي كان يقدّمها كلّ من الصايم الحاج ويسعد عبد القادر على أمواج الإذاعة الجهوية بوهران.

## مهرجانات
في سنة 1985 كان مقرّر لجنة التّحكيم للمهرجان الوطني لأغنية الرّاي المقام في وهران الجزائر رفقة الأستاذ بن يلّس - الصّايم الحاج - جمعي عبد القادر - ملياني الحاج - نونة مكّي - عبدلاوي الشيّخ.